# Santa María del Porvenir
Santa María del Porvenir  es una telenovela cubana producida por el ICRT y emitida por la Televisión Cubana, escrita por Gerardo Fernández García y dirigida por Rolando Chiong.
Se emitieron 100 capítulos.

## Argumento
La telenovela transcurre en la Cuba de los años cincuenta, en un tranquilo e imaginario pueblo de la provincia de Matanzas llamado Santa María del Porvenir. Donde en una calurosa noche de verano se perturba la tranquilidad del pueblo cuando comienza a caer del cielo una gran cantidad de dinero (doce millones de pesos), el cual era trasladado en una avioneta que se estrelló cerca del pueblo donde se desenvuelve la historia. En ese mismo instante comienzan los verdaderos problemas de los habitantes de Santa María del Porvenir, cuando los que trasladaban el dinero se dirigen a al pueblo a recuperar lo perdido. Santa María del Porvenir era una pobre ciudad cubana donde encontrábamos pocos habitantes pero cada uno con sus peculiaridades y sus problemas los cuales comienzan o se agudizan desde la caída del dinero en la ciudad y la recogida de este por sus habitantes. En la telenovela se escucha la radionovela "El derecho de nacer" y aún no ha transcurrido un año de la aparición de la televisión en el país.

## Personajes
| Personaje             | Intérprete            | Resumen |
| --------------------- | --------------------- | --- |
| María Fernanda        | Maikel Amelia Reyes   | Concejal del pueblo que trata a toda costa proteger a los habitantes de Santa María. No cogió dinero. |
| Julio                 | Edwin Fernández       | Hermano de Coco, piloto de la avioneta, cuñado de Julia y amante en secreto de esta, inescrupuloso personaje que trata por todos los medios de recuperar el dinero.                                                                           |
| Coco                  | Félix Beatón          | Marido de Luisa, banquero que traslado en la avioneta junto con su hermano Julio y su esposa el dinero antes que cayera en Santa María, trata por todos los medios de recuperar el dinero.                                                    |
| Luisa                 | Sheila Roche          | Hermosa mujer que causa sensación entre los hombres de Santa María, es la esposa de Coco y amante en secreto de Julio, trata por todos los medios recuperar el dinero.                                                                        |
| El Alcalde            | Rubén Breña           | Funcionario corrupto y falto de valores, que trata de escalar a cualquier precio, valiéndose de cuanto artilugio existe. Siente atracción e intenta conquistar en secreto a la maestra María Efluvio. No cogió dinero pero intenta obtenerlo. |
| María Elisa           | Zelma Morales         | Esposa del alcalde, está enamorada del médico del pueblo. No cogió dinero. |
| Pachiro               | Teherán Aguilar       | Locutor enamorado de María Fernanda. |
| Mariano               | Máx Álvarez           | Anciano que vela por la moral del lugar, enemigo del alcalde. No cogió dinero y piensa que debe ser devuelto a sus dueños. |
| Candita               | Dania Splinter        | Empleada de María Fernanda que ha tenido relaciones con varios hombres del pueblo producto de lo cual tiene varios hijos. |
| Lalo                  | Jorge Luis López      | Es el chofer de María Fernanda, y está enamorado de está. No cogió dinero. |
| Medina                | Roberto Perdomo       | Médico de la localidad y enamorado de María Elisa. |
| Vito                  | Raúl Pomares          | Anciano padre de María Fernanda, y marido María Lola, quiere recuperar su vitalidad para volver a sus antiguas correrías. |
| María Lola            | Cruz Pérez            | Esposa de Vito, madre de María Fernanda y Felix, quiere gastar el dinero en un televisor. |
| Félix                 | Armando Tomey         | Hijo de Vito y María Lola, enemigo del alcalde, estuvo preso por tres años por culpa del alcalde, quiere gastar el dinero en un abogado par que pruebe que era inocente.                                                                      |
| Alejandro             | Sian Chiong           | Joven hijo de Félix, nieto de Vito María Lola y sobrino de María Fernanda, está enamorado de María Rosa y es el mejor amigo de Mari Pepa. |
| Anthony               | Carlos Alberto Méndez | Campeón de tenis de campo y nieto de María Paula, la anciana más rica del pueblo. |
| Virgilio              | Roly Chiong           | Muchacho que se refugia en el pueblo, huyendo de una tragedia, es empleado del jardín de Vito. |
| María Paula           | Eslinda Núñez         | Anciana más rica del pueblo, abuela de Anthony. No quiere que la gente del pueblo tenga el dinero. |
| María Efluvio Noriega | Daisy Quintana        | Maestra del pueblo, mujer integra, que espera por su marido desde hace 15 años. |
| Tomás                 | Patricio Wood         | Andaluz, marido de María Berenice aunque no están casados, que quiere emplear el dinero que obtuvo en regresar a España con su esposa. |
| Rogelio               | Carlos Massola        | Jefe de la policía, marido de Rosmary. |
| Rosmary               | Lucía Chiong          | Esposa de Rogelio. |
| Maria Rosa            | Beatriz Dorta Calis   | Hija del alcalde, tiene una relación con Anthony. |
| Zulueta               | Alden Knight          | Anciano que participó en la Guerras de Independencia de Cuba, es padre de María Tomasa, María Berenice, reniega de está última por tener una relación con Tomás.                                                                              |
| Mario del Castillo    | Renecito de la Cruz   | Dueño de la tienda El Castillo, quiere reconocer como suyos a algunos hijos de Candita. |
| Tin                   | Samuel Claxton        | Policía, marido de María Tomasa. |
| Romano                | Osvaldo Doimeadiós    | Marido de María Efluvio. |
| María Bertina         | Gina Caro             | Mejor amiga de María Paula, tiene encerrado a su marido en una jaula. |

## Música
Los temas de presentación y despedida fueron escritos e interpretados por Toni Ávila.

## Rodaje
Santa María del Porvenir, se rodó en el año 2012, y las grabaciones se realizaron en exteriores y la mayoría en estudio, las localizaciones utilizadas fueron todas en La Habana, principalmente en Santiago de las Vegas, el Jardín Botánico y Santa María del Rosario, así como en los estudios 9 y 17 del FOCSA.

## Crítica
Santa María del Porvenir no ha recibido una buena acogida por parte del público y tampoco de la crítica especializada. La telenovela no ha logrado la acogida esperada por parte de la teleaudiencia como lo han hecho otras novelas de época como Al compás del son, según la crítica especializada los mayores problemas de la telenovela están en su propio guion el que estaba pensado en un inicio para 120 capítulos y se tuvo que dejar la historia en 100, aunque se redujo el número de episodios, cada uno de 45 minutos, eran demasiados para el argumento que desarrolla el guion. Recientemente en el Diario Granma se publicó una versión del informe de Danilo Sirio, Presidente del ICRT, ante el Asamblea Nacional del Poder Popular donde este expresaba “Los sondeos en la población reflejan que la actual Santa María del Porvenir es la de más baja audiencia entre las últimas cinco transmitidas”. A esto se unen otros problemas en la realización de la telenovela, como la construcción del avión que aparece en el capítulo inicial, el cual estaba hecho de papier maché y madera y a simple vista el televidente se daba cuanta que no era un avión real, y para colmo en el primer capítulo de telenovela brasileña (Insensato corazón) estrenada al otro día en Cubavisión, se precipitó un avión real.